# Aloyzas Kruopys
Aloyzas Kruopys (* 1963 in Nerimdaičiai, Rajongemeinde Telšiai) ist ein litauischer Jurist, ehemaliger Präsident von Appellationsgericht Litauens und Richter im Obersten Verwaltungsgericht Litauens (LVAT).

## Leben
1978 absolvierte Aloyzas Kruopys die 8-jährige Schule Nerimdaičiai. Nach dem Abitur 1981 an der 5. Mittelschule in Telšiai studierte er Rechtswissenschaft in Vilnius. 1986 absolvierte er die Rechtsfakultät der Universität Vilnius als Diplom-Jurist.
Von 1986 bis 1990 arbeitete er als Jurist im Kolchos in Juodaičiai der Rajongemeinde Jurbarkas. Von 1990 bis 1994 war er Richter im Kreisgericht Šilutė, ab 1995 im Bezirksgericht Klaipėda, von 2002 bis 2003 im Obersten Verwaltungsgericht Litauens (LVAT) und ab 2004 als Strafrichter beim Appellationsgericht Litauens (LApT). Von 2015 bis 2016 war er Gerichtspräsident von LApT.